# توکوفرسولان
توکوفرسولان (به انگلیسی: Tocofersolan) با فرمول شیمیایی (C۲H۴O)nC۳۳H۵۴O۵ یک ترکیب شیمیایی با شناسه پاب‌کم ۹۹۳۸۰۵۶ است. که جرم مولی آن Variable می‌باشد.
توکوفرسولان یک نسخه مصنوعی از ویتامین E است که محلول در آب است. اشکال طبیعی ویتامین E محلول در چربی است.
توکوفرسولان یک پلی‌اتیلن گلیکول است که از آلفا-توکوفرول مشتق شده است.